# Eintracht Hildesheim
Eintracht Hildesheim ist mit 7067 Mitgliedern der sechstgrößte Sportverein Niedersachsens und der größte Hildesheims. Unter anderem werden Handball, Basketball, Fechten, Tennis, Badminton, Hockey, Judo, Schwimmsport, Leichtathletik und Turnen angeboten. Die erste Handball-Männermannschaft der Eintracht spielt in der 3. Liga. Zuvor hatte die Mannschaft viermal für jeweils ein Jahr in der 1. Handball-Bundesliga gespielt, zuletzt in der Saison 2011/2012.

## Der Verein
Der MTV Eintracht Hildesheim wurde am 19. Juli 1861 von 73 Männern, die vorher größtenteils Mitglieder des MTV von 1848 Hildesheim gewesen waren, gegründet. Neben dem Turnen gab es vom ersten Tag an eine Fechtabteilung. Seine Mitgliederzahlen konnte der Verein in seiner 154-jährigen Geschichte mehr als verhundertfachen, auch weil sich weitere Hildesheimer Vereine der Eintracht anschlossen, so 1969 der Schwimm-Club Poseidon, 1972 der Polizei SV Hildesheim oder 2015 der Post-SV Hildesheim.
Zu Beginn wurde in der früheren Reithalle am Ratsbauhof (die für einen Betrag von 1000 Goldmark zur Turnhalle umgebaut wurde) geturnt, bevor 1927 die erste Freianlage der Eintracht eingeweiht wurde. Diese wurde allerdings im Zweiten Weltkrieg zerstört, so dass man sich in den Nachkriegsjahren nach einer Alternative umsehen musste. Am 1. September 1948 übernahm Eintracht den früheren Platz des VfB Hildesheim. Diese Anlage wurde systematisch zum modernsten Sportzentrum der Region Hildesheim ausgebaut. Den bisherigen Höhepunkt stellte die Einweihung des Bewegungszentrums balance 1996 dar. Ebenfalls gehören zu dem Sportzentrum das Clubheim mit Umkleide- und Duschräumen, eine Gaststätte, Kegelbahnen, zehn Tennisplätze, eine Kampfsporthalle, ein Leichtathletik-Stadion mit 400-m-Kunststoffbahn, Rasen- und Kunststoffplätze. Zudem betreibt der Verein die Schwimmhalle Himmelsthür und das Bewegungszentrum smile. Sportbetrieb findet in weiteren 30 Hallen in Hildesheim statt.
Neben dem breiten Spektrum von 17 Fachsportabteilungen bietet Eintracht Hildesheim auch ein umfangreiches Breitensport-Programm und Präventions- und Rehabilitationskurse im Gesundheitssport an.

## Handball bei Eintracht Hildesheim

### Herren
Die 1. Herren-Mannschaft von Eintracht Hildesheim nimmt seit der Saison 2018/19 am Spielbetrieb der 3. Liga Staffel Nord teil.
In der Saison 2010/11 schafften sie den direkten Aufstieg ins Oberhaus des deutschen Handballs mit einem knappen Vorsprung vor der GWD Minden, stiegen jedoch wie bereits dreimal zuvor nach nur einer Saison wieder aus der Handball-Bundesliga ab. In der Saison 2005/06 errangen sie ebenfalls die Meisterschaft in der 2. Handball-Bundesliga Nord und stiegen damit direkt in die Handball-Bundesliga auf. Die Bundesliga-Saison 2006/07 wurde – wie auch die vorangegangenen Gastspiele in der 1. Liga – mit dem direkten Abstieg beendet. Sowohl 1968/69 mit Niederlagen in allen 14 Spielen als auch 2000/01 mit nur 2 Siegen und 3 Unentschieden, 2006/07 (5 Siege, 1 Remis) und 2011/12 (2 Siege) kam die Mannschaft über den jeweils letzten Tabellenplatz nicht hinaus. Mit nur 0,18 Punkten pro Spiel weist Eintracht Hildesheim in der ewigen Tabelle den drittschlechtesten Punkteschnitt aller Bundesligavereine auf. Nur die 'Eintagsfliege' Stahl Brandenburg (0,12) errang im Schnitt noch weniger Punkte in der ersten Liga als die Hildesheimer. An 100 von 120 insgesamt gespielten Spieltagen in der Bundesliga belegte Eintracht Hildesheim den letzten Tabellenplatz, an sechs weiteren Spieltage stand das Team auf einem anderen Abstiegsplatz.
In der Saison 2007/08 wurde der direkte Wiederaufstieg in die höchste deutsche Spielklasse angestrebt. Mit 54 Punkten wurde mit einem Punkt Abstand zum Stralsunder HV der 2. Tabellenplatz in der Nordstaffel der 2. Handball-Bundesliga erreicht. In der Relegation scheiterte die Mannschaft gegen den Tabellenzweiten der Südstaffel HSG Düsseldorf. Aber 2010/11 gelang der Wiederaufstieg ins Oberhaus als Erster der 2. Liga Nord. Aber die Freude werte nicht sehr lange, so musste man 2011/12 mit nur 4 Punkten aus jeweils einem Sieg gegen Frisch Auf Göppingen und den Bergischen HC wieder den Gang ins Unterhaus antreten, wo man sich etablierte.
In der Saison 2014/15 musste aufgrund mehrerer Ausfälle und einiger sehr knapper Niederlagen auch der Gang in die Drittklassigkeit angetreten werden. Die Saison 2016/17 beendete die Mannschaft als Tabellenzweiter der Oststaffel. In der darauffolgenden Relegation gelang Hildesheim den Aufstieg in die 2. Bundesliga. Nach der vorzeitigen Beendigung des regulären Spielbetriebs in der Spielzeit 2020/2021 der 3. Liga aufgrund der COVID-19-Pandemie in Deutschland nutzte der Verein die Möglichkeit, sich für die außerordentliche Aufstiegsrunde zur 2. Handball-Bundesliga anzumelden; zum Aufstieg reichte es allerdings nicht, genau wie in der darauf folgenden Saison.
Die Heimspiele werden seit 2007 in der Sporthalle Pappelallee (Volksbank-Arena Hildesheim) ausgetragen, die auf eine Kapazität von bis zu 3.000 Zuschauern erweitert wurde. Zuvor spielte man in der Halle39, zu Erstliga-Zeiten wurden zudem einzelne Spiele in der TUI-Arena in Hannover ausgetragen.

#### Saisonbilanzen seit 1998/99
| Saison    | Spielklasse        | Platz | Sp | S  | U | N  | Tore     | Diff. | Punkte |
| --------- | ------------------ | ----- | -- | -- | - | -- | -------- | ----- | ------ |
| 1998/99   | 2. Bundesliga Nord | 03    | 34 | 20 | 2 | 12 | 785:704  | +81   | 42:26  |
| 1999/2000 | 2. Bundesliga Nord | 02    | 32 | 24 | 1 | 07 | 798:700  | +89   | 49:15  |
| 2000/01   | 1. Bundesliga      | 20    | 38 | 02 | 3 | 33 | 845:1084 | −239  | 07:69  |
| 2001/02   | 2. Bundesliga Nord | 08    | 36 | 19 | 2 | 15 | 992:937  | +55   | 40:32  |
| 2002/03   | 2. Bundesliga Nord | 04    | 34 | 20 | 2 | 12 | 980:938  | +42   | 42:26  |
| 2003/04   | 2. Bundesliga Nord | 05    | 34 | 18 | 2 | 14 | 970:941  | +29   | 38:30  |
| 2004/05   | 2. Bundesliga Nord | 02    | 34 | 27 | 0 | 07 | 1084:947 | +137  | 54:14  |
| 2005/06   | 2. Bundesliga Nord | 01    | 38 | 28 | 4 | 06 | 1126:979 | +147  | 60:16  |
| 2006/07   | 1. Bundesliga      | 18    | 34 | 05 | 1 | 28 | 939:1077 | −138  | 11:57  |
| 2007/08   | 2. Bundesliga Nord | 02    | 34 | 25 | 4 | 05 | 1046:870 | +176  | 54:14  |
| 2008/09   | 2. Bundesliga Nord | 09    | 34 | 15 | 2 | 17 | 977:988  | −11   | 32:36  |
| 2009/10   | 2. Bundesliga Nord | 09    | 32 | 14 | 3 | 15 | 908:925  | −17   | 31:33  |
| 2010/11   | 2. Bundesliga Nord | 01    | 32 | 25 | 1 | 06 | 962:855  | +107  | 51:13  |
| 2011/12   | 1. Bundesliga      | 18    | 34 | 02 | 0 | 32 | 865:1081 | −216  | 04:64  |
| 2012/13   | 2. Bundesliga      | 13    | 36 | 15 | 4 | 17 | 927:923  | +4    | 34:38  |
| 2013/14   | 2. Bundesliga      | 13    | 36 | 14 | 5 | 17 | 986:994  | −8    | 33:39  |
| 2014/15   | 2. Bundesliga      | 18    | 38 | 8  | 2 | 28 | 972:1086 | −114  | 18:58  |
| 2015/16   | 3. Liga Nord       | 4     | 30 | 16 | 7 | 7  | 865:786  | +79   | 39:21  |
| 2016/17   | 3. Liga Ost        | 2     | 30 | 22 | 3 | 5  | 844:713  | +131  | 47:13  |
| 2017/18   | 2. Bundesliga      | 18    | 38 | 8  | 5 | 25 | 954:1051 | −97   | 21:51  |
| 2018/19   | 3. Liga Nord       | 2     | 30 | 24 | 2 | 4  | 893:780  | +113  | 50:10  |
| 2019/20   | 3. Liga Nord       | 4     | 25 | 15 | 1 | 9  | 721:679  | +42   | 31:19  |
| 2020/21   | 3. Liga Nord       |       |    |    |   |    |          |       |        |
| 2021/22   | 3. Liga Nord       | 2     | 22 | 17 | 1 | 4  | 614:525  | +89   | 35:9   |
| 2022/23   | 3. Liga Ost        | 2     | 24 | 15 | 3 | 6  | 740:688  | +52   | 33:15  |
| 2023/24   | 3. Liga Nord-West  | 1     | 30 | 28 | 1 | 1  | 1018:832 | +186  | 57:03  |
| 2024/25   | 3. Liga Nord-West  | 1     | 30 | 29 | 0 | 1  | 1056:790 | +266  | 58:02  |

|  | Aufstieg |
|  | Abstieg  |

#### Bekannte ehemalige Spieler
- Magnus Andersen
- Frank Berblinger
- Sven-Sören Christophersen
- Wjatscheslaw Gorpischin
- Mike Hairston
- Nicolas Ivakno
- Goran Jerković
- Eryk Kałuziński
- Marius Kasmauskas
- Nikolas Katsigiannis
- Michael Krieter
- Sven Lakenmacher
- Jörg-Uwe Lütt
- Bernd Munck
- Björn Navarin
- Robertas Paužuolis
- Thorsten Salzer
- Oliver Tesch
- Michael Thiede
- Tomasz Tłuczyński
- Alexander Tutschkin
- Arūnas Vaškevičius
- Gintautas Vilaniškis
- Markus Wagesreiter

#### Traineramt
Trainer von 1981 bis zum Saisonende 2005/06 war Gerald Oberbeck, der zuvor die A-Jugend 1980 und 1981 zu zwei deutschen Meisterschaften führte. Am 1. Juli 2006 übernahm der ehemalige russische Nationalspieler Waleri Gopin das Amt des Cheftrainers, der jedoch am 23. Oktober 2006 beurlaubt wurde. Als Interimstrainer fungierte Gerald Oberbeck. Von Anfang November 2006 bis Juni 2007 hatte der Däne Lars Walther das Amt inne. Er wurde beurlaubt, weil der Verein sich nicht sicher war, ob die Mannschaft mit Walther sofort wieder in die 1. Liga aufsteigen könne. Neuer Trainer wurde erneut Gerald Oberbeck. Zu Saisonbeginn 2011/12 übernahm Volker Mudrow das Traineramt. Am 11. Januar 2012 trennte sich der Verein von Mudrow, den Trainerposten übernahm wieder Gerald Oberbeck. Unmittelbar nach dem Punktspiel gegen die SG Leutershausen am 10. März 2013 legte Oberbeck sein Traineramt nieder; er blieb jedoch weiterhin Manager. Bis zum Saisonende übernahmen Jürgen Kloth, Trainer der A-Jugend-Mannschaft, und Michael Jahns den Trainerposten. In der Pressekonferenz am 15. Juli 2013 teilte Oberbeck mit, dass er ab sofort wieder in der Doppelfunktion als Manager und Trainer tätig ist.

### Damen
Die erste Damenmannschaft von Eintracht Hildesheim spielte ab der Saison 2010/11 in der 3. Liga Ost. Nachdem in der folgenden Spielzeit nur der 12. Platz erreicht wurde, stieg die Mannschaft in die Oberliga Niedersachsen ab. Im Jahre 2018 gelang der Damenmannschaft die Rückkehr in die 3. Liga, aus der die Mannschaft nach einer Spielzeit wieder abstieg.

### Jugend
Gemeinsam mit dem CJD Elze betreibt Eintracht Hildesheim ein Handballförderzentrum.
Die erste Mannschaft der männlichen A-Jugend spielt seit der Gründung 2011/12 in der A-Jugend-Bundesliga.
In den Jahren 1980 und 1981 wurde die männliche A-Jugend Deutscher Meister.

## Basketball
Die erste Herrenmannschaft der Basketballabteilung spielte von 1987 bis 1990 in der 2. Basketball-Bundesliga Gruppe Nord. In der Spielzeit 1988/89 scheiterte man nur knapp an der sportlichen Qualifikation für die erste Basketball-Bundesliga. In der darauffolgenden Spielzeit folgte jedoch der Abstieg aus der 2. Basketball-Bundesliga. In der Folge konnte dieses Leistungsniveau nicht mehr erreicht werden.

## American Football
Von 2002 bis 2017 gehörte die Hildesheimer Footballmannschaft der Hildesheim Invaders zum Verein Eintracht Hildesheim. Einhergehend mit dem damaligen Vereinswechsel vom VFV Hildesheim folgte in Zwangsabstieg in die Verbandsliga. 2005 Konnte der erstmalige Wiederaufstieg in die Regionalliga gefeiert werden, nach einigem auf und ab erfolgte 2008 der Aufstieg in die German Football League 2. Zwar konnte die Klasse nicht gehalten werden, doch seit 2013 spielten die Invaders wieder zweitklassig. Bereits 2015 konnte der Aufstieg in die German Football League gefeiert werden. Zur American-Football-Abteilung gehörte auch eine Cheerleading-Abteilung, die Roses. Die Abteilung hat den Verein zum 31. Dezember 2017 verlassen und einen eigenen Verein, den Hildesheim Invaders e. V. gegründet.

## Fechten
Seit Vereinsgründung 1861 war die Fechtabteilung ein fester Bestandteil des Vereins. Eintracht Hildesheim ist bis heute einer der erfolgreichsten Fechtvereine Niedersachsens, und speziell im Jugendfechten nehmen regelmäßig Fechter an den Deutschen Meisterschaften teil. Die Fechtabteilung ist in erster Linie im Florettfechten beheimatet, doch auch im Degen ist der Verein erfolgreich. Trainiert wird in der Sporthalle am Pfaffenstieg in Hildesheim. Beispielsweise die heutige Weltcupfechterin Charlotte Krause trainierte in ihrer Jugend in Hildesheim. Trainer ist Piotr Jablkowski. Er gewann eine Medaille bei den Olympischen Spielen 1980 in Moskau.

## Tennis
Die Tennisabteilung nennt sich TC Gelb-Rot Eintracht Hildesheim. Sie ist vor allem im Jugendbereich in der Region Hildesheim-Peine die dominierende Tennismannschaft und stellt gelegentlich Teilnehmer an nationalen Meisterschaften.